# (8786) Belskaya
(8786) Belskaya (1978 RA8) – planetoida z grupy pasa głównego asteroid okrążająca Słońce w ciągu 5,65 lat w średniej odległości 3,17 au. Odkryta 2 września 1978 roku.